# دایگو نایتو
دایگو نایتو (انگلیسی: Daigo؛ زادهٔ ۸ آوریل ۱۹۷۸) موسیقی‌دان اهل ژاپن است. وی از سال ۱۹۹۷ میلادی تاکنون مشغول فعالیت بوده‌است.